# Wolframit

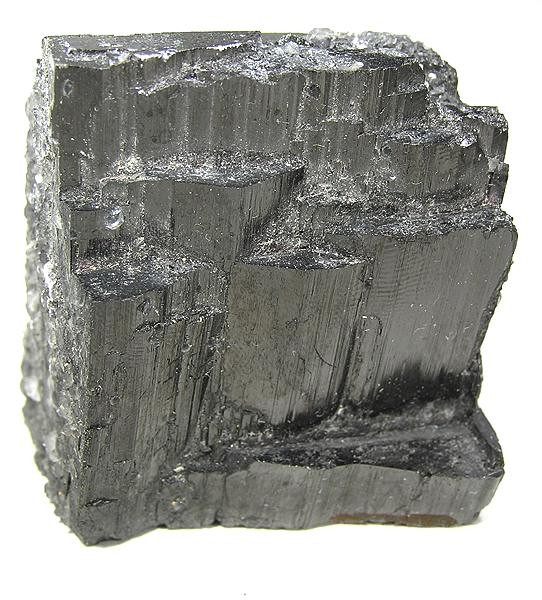

Wolframit – minerał z gromady wolframianów, jeden z najważniejszych minerałów wolframu. Należy do minerałów rozpowszechnionych tylko w niektórych regionach Ziemi.
Nazwa pochodzi od niem. Wolf = wilk i Rahm = brud, kopeć, piana, jak pogardliwie nazwano ten minerał, znalazłszy go w miejscu, w którym spodziewano się znaleźć cynę: (piana), była używana przez niemieckich górników; nawiązuje do trudności (tworzenie piany), jakie napotykano przy wytopie cyny z rudy zawierającej domieszki wolframitu (J.G. Wallerius, 1747 r.).
Współcześnie w literaturze fachowej spotyka się zdecydowane opinie wskazujące, że zamiast nazywania minerałów o składzie (Fe,Mn)[WO4] wolframitem (bez ustalania zawartości żelaza i manganu), minerały te powinno się klasyfikować bądź jako hübneryt (MnWO4), bądź jako ferberyt (FeWO4).

## Charakterystyka

### Właściwości
Tworzy kryształy tabliczkowe, słupkowe, igiełkowe, często wykazujące wyraźne, podłużne zbrużdżenia. Występuje w skupieniach zbitych, ziarnistych, tabliczkowych, płytkowych. Jest kruchy, nieprzezroczysty, stanowi ogniwo pośrednie ciągłego szeregu izomorficznego: ferberyt – hübneryt, w którym żelazo i mangan mogą się wzajemnie dowolnie zastępować.

### Występowanie
Występuje w żyłach hydrotermalnych wysokotemperaturowych oraz w niewielkich ilościach w pegmatytach.
Miejsca występowania:
- Na świecie: Włochy, Malezja, USA, Austria, Niemcy, Hiszpania, Portugalia, Rumunia, Peru

- W Polsce: w granitach Paszkowic k. Jawora, w pegmatytach karkonoskich Szklarskiej Poręby.

## Zastosowanie
- główna ruda wolframu – 76,5% WO3 (twarde stopy do produkcji narzędzi i płyt pancernych),
- włókna wolframowe mają zastosowanie w żarówkach (wolfram topi się w temp. 3410 °C),
- stosowany do urządzeń pomiarowych, aparatów rentgenowskich,
- stosowany do produkcji niektórych barwników.